# Intervenção democrática
Uma intervenção democrática é uma intervenção militar por forças externas com o objetivo de auxiliar a democratização do país onde a intervenção ocorre. Exemplos incluem as intervenções no Afeganistão e no Iraque. A intervenção democrática foi usada em meados do século XX, conforme evidenciado no Japão e na Alemanha após a Segunda Guerra Mundial, onde as democracias foram impostas por intervenção militar.
A intervenção democrática pode ser facilitada pelos mecanismos de agressão militar, mas também pode envolver métodos não agressivos. Os fundamentos legais para a intervenção democrática permanecem controversos e envolvem a tensão entre as interpretações legislativas restritas e a natureza vinculativa fraca dos regimes de direito internacional.
Os Estados engajam-se em numa intervenção democrática por uma série de razões, que vão desde interesses nacionais à segurança internacional. Os proponentes da intervenção democrática reconhecem a superioridade das democracias sobre os regimes autocráticos nas facetas da paz, economia e direitos humanos. As críticas à intervenção democrática envolvem a violação da soberania estatal do país onde a intervenção ocorre e o fracasso da intervenção democrática em considerar as complexidades culturais de uma nação.
As democracias liberais ocidentais, como os Estados Unidos, são favoráveis a intervenção democrática, enquanto outros países como a China e a Coreia do Norte a consideram como um mecanismo para promover a hegemonia de um Estado interventor.

## Métodos

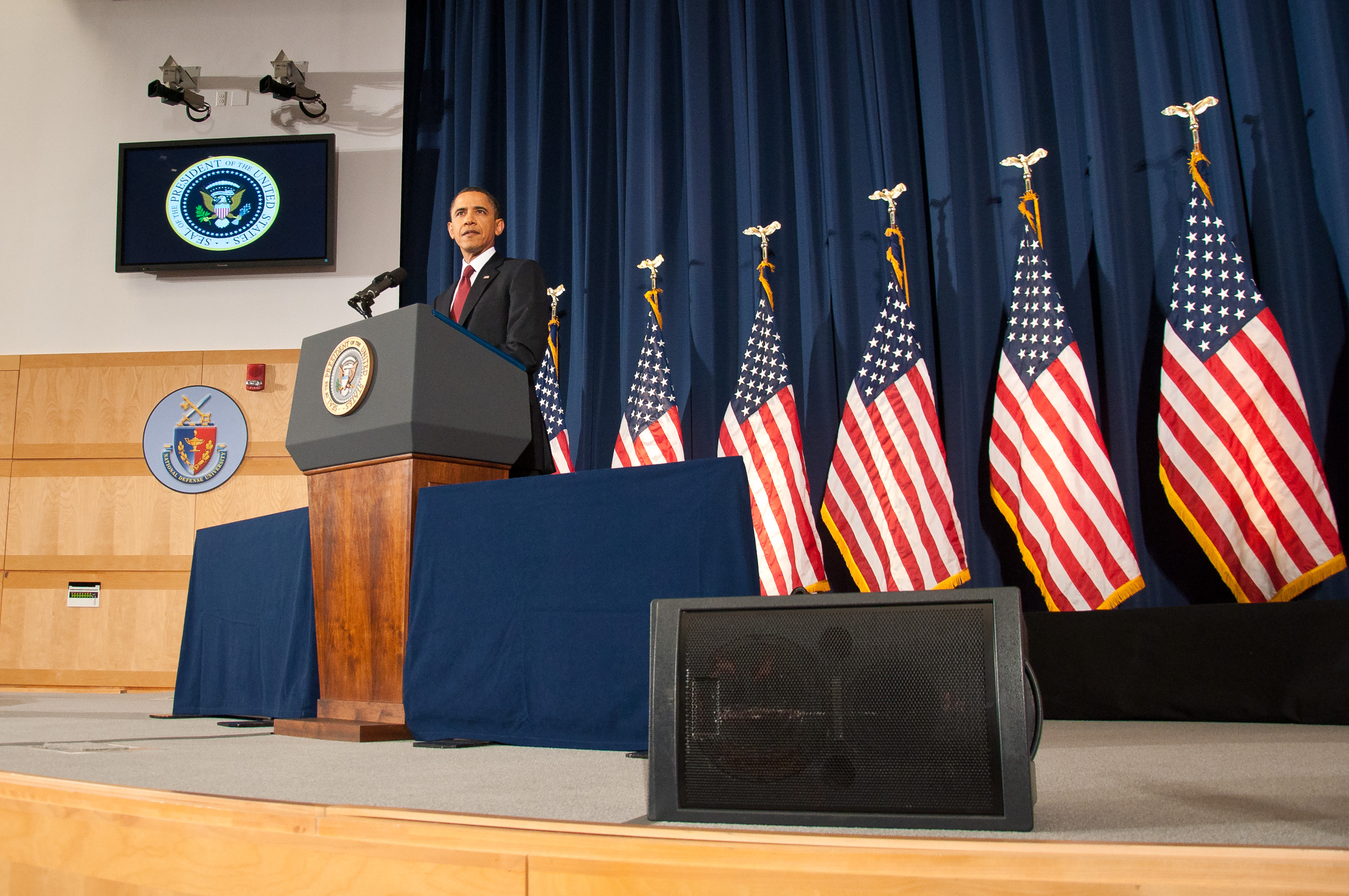
O ex-presidente dos Estados Unidos, Barack Obama, discursa sobre a intervenção militar na Líbia na Universidade de Defesa Nacional..

Os vários métodos que podem ser usados para promulgar políticas de intervenção democrática variam de agressão militar a meios não violentos. Eles incluem:
- Agressão militar: o uso da força militar para impor forçosamente a democratização em outro país por meio da ocupação ou outros meios.[8]
- Guerra por procuração: o financiamento, coordenação e incitamento de grupos armados pró-democráticos contra seus oponentes não democráticos e seus aliados não democráticos.[9]
- Sanções econômicas: a imposição de penalidades comerciais e financeiras contra Estados não democráticos com a intenção de suscitar a democratização.[10]
- Guerra da informação: o uso de tecnologia da informação e comunicação para espalhar propaganda e desinformação em países não democráticos para instigar movimentos pró-democráticos.[11]
- Ajuda externa: o fornecimento de recursos para encorajar e apoiar a transição da autocracia para a democracia.[12]